# انرژی‌های تجدیدپذیر در برزیل

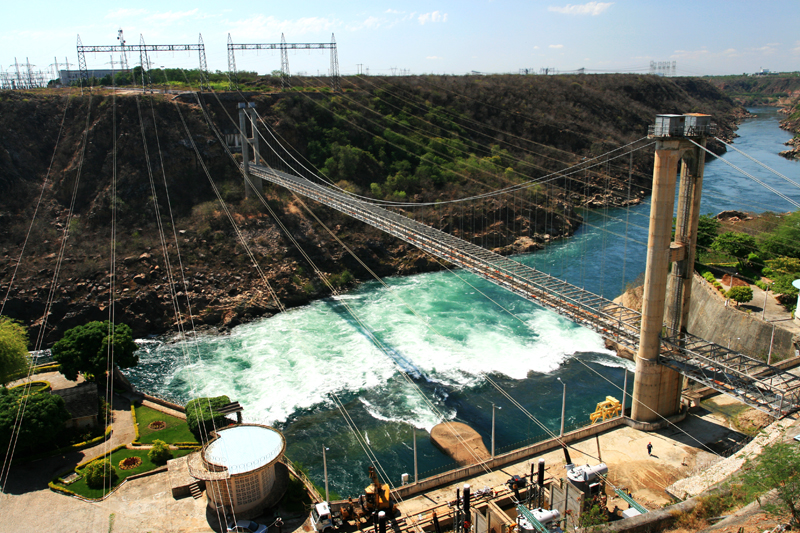
نیروگاه برق آبی پائولو آفونسو در باهیا

از سال ۲۰۱۸، انرژی‌های تجدیدپذیر ۷۹ درصد از برق تولید شده داخلی مورد استفاده در برزیل را تشکیل می‌دادند.
برزیل ۶۵٪ از برق خود را از نیروگاه‌های برق‌آبی (هیدروالکتریک) تأمین می‌کند، و دولت این کشور قصد دارد سهم انرژی بادی (در حال حاضر ۱۱٪)، انرژی خورشیدی (در حال حاضر ۲٫۵٪) و زیست‌توده (بیومس) را به‌عنوان منابع جایگزین افزایش دهد.
طبق طرح جامع انرژی برزیل برای سال‌های 2016-2026 (PDE2016-2026)، انتظار می‌رود برزیل ۱۸٫۵ گیگاوات تولید برق بادی اضافی نصب کند که ۸۴ درصد آن در شمال شرقی و ۱۴ درصد آن در جنوب خواهد بود.
برزیل پس از شوک‌های نفتی دهه ۱۹۷۰، تمرکز خود را بر توسعه منابع جایگزین انرژی، به‌ویژه اتانول نیشکر قرار داد. مزارع وسیع نیشکر در این کشور، توسعه این سوخت را تسهیل کردند. در سال ۱۹۸۵، ۹۱٪ از خودروهای تولیدی برزیل با اتانول نیشکر کار می‌کردند. موفقیت خودروهای سوخت انعطاف‌پذیر (flex-fuel) که از سال ۲۰۰۳ معرفی شدند، همراه با اجباری بودن استفاده از ترکیب E25 (۲۵٪ اتانول در بنزین) در سراسر کشور، باعث شد که تا فوریه ۲۰۰۸، مصرف سوخت اتانول در برزیل به ۵۰٪ از بازار خودروهای بنزینی برسد.
بانک سرمایه‌گذاری اروپا، از سال ۲۰۲۳، وام ۲۰۰ میلیون یورویی را برای افزایش دسترسی به انرژی‌های تجدیدپذیر برای خانه‌ها در محله‌های فقیرنشین سائوپائولو امضا کرد.

## انرژی خورشیدی

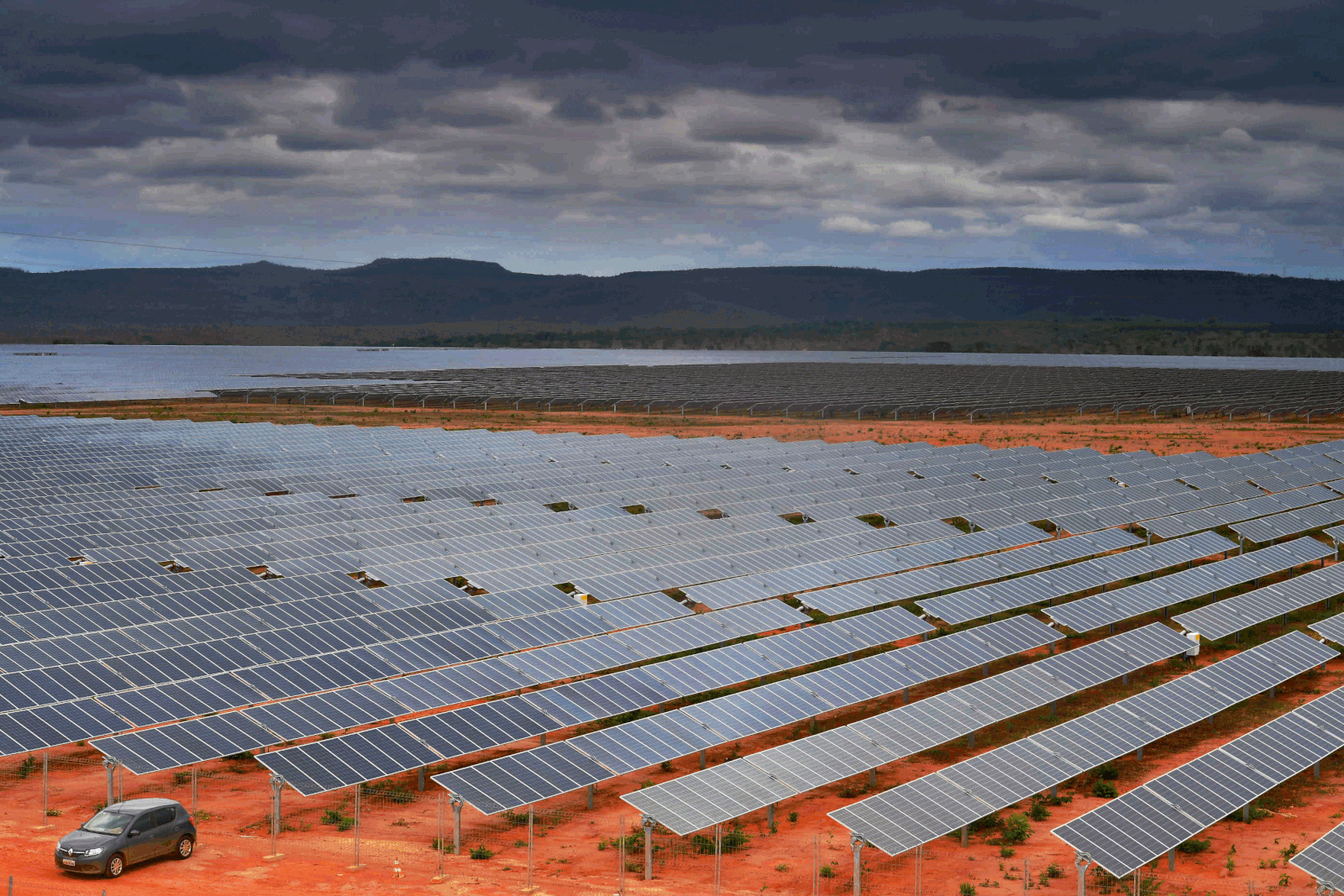
مجتمع خورشیدی پیراپورا، یکی از بزرگ‌ترین مجتمع‌های خورشیدی در برزیل و آمریکای لاتین، با ظرفیت ۳۲۱ مگاوات.

در اکتبر ۲۰۲۲، برزیل به ۲۲ گیگاوات انرژی خورشیدی نصب شده دست یافت. در سال ۲۰۲۱، برزیل از نظر انرژی خورشیدی نصب شده (۱۳ گیگاوات) چهاردهمین کشور جهان و یازدهمین تولیدکننده بزرگ انرژی خورشیدی در جهان (۱۶٫۸ تراوات ساعت) بود. کل انرژی خورشیدی نصب شده در برزیل در اکتبر ۲۰۲۳، ۳۴٫۲ گیگاوات تخمین زده شد که حدود ۱۵٫۶٪ از ماتریس برق این کشور را تشکیل می‌دهد. در سال ۲۰۲۲، برزیل هشتمین کشور جهان از نظر ظرفیت نصب شده انرژی خورشیدی (۲۴٫۰۷۹ گیگاوات) بود.
برزیل یکی از بالاترین میزان تابش خورشیدی را در جهان دارد.بزرگ‌ترین نیروگاه‌های خورشیدی در برزیل شامل نیروگاه ایتوِرَوا و نیروگاه نوا اولیندا هستند. نیروگاه خورشیدی ایتوراوا دارای ظرفیت تولید ۲۵۴ مگاوات و نیروگاه نوا اولیندا دارای ظرفیت ۲۹۲ مگاوات است.

## زیست توده

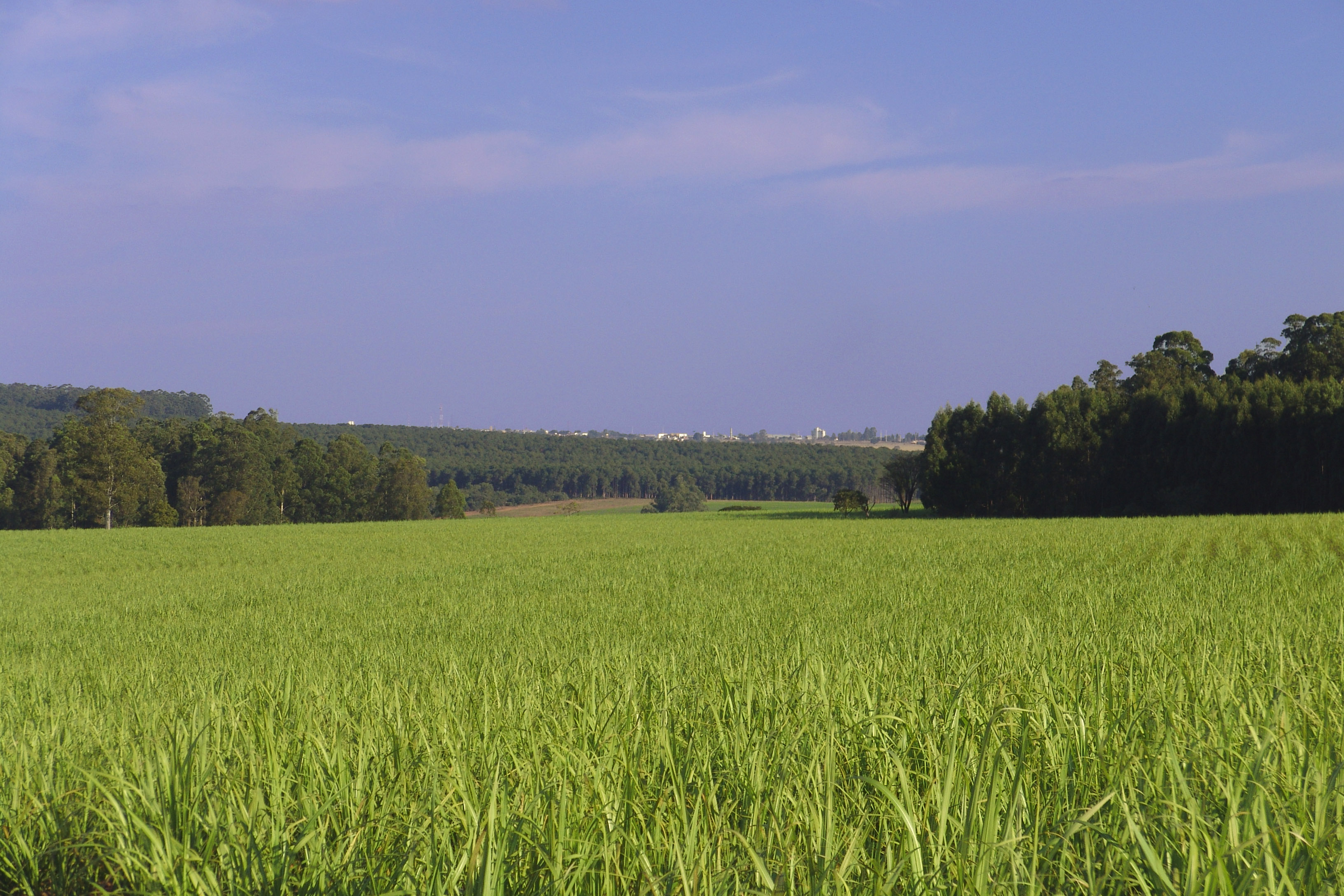
مزرعه نیشکر در آواره (ایالت سائوپائولو). از بقایای نیشکر برای تولید انرژی زیست توده استفاده می‌شود.

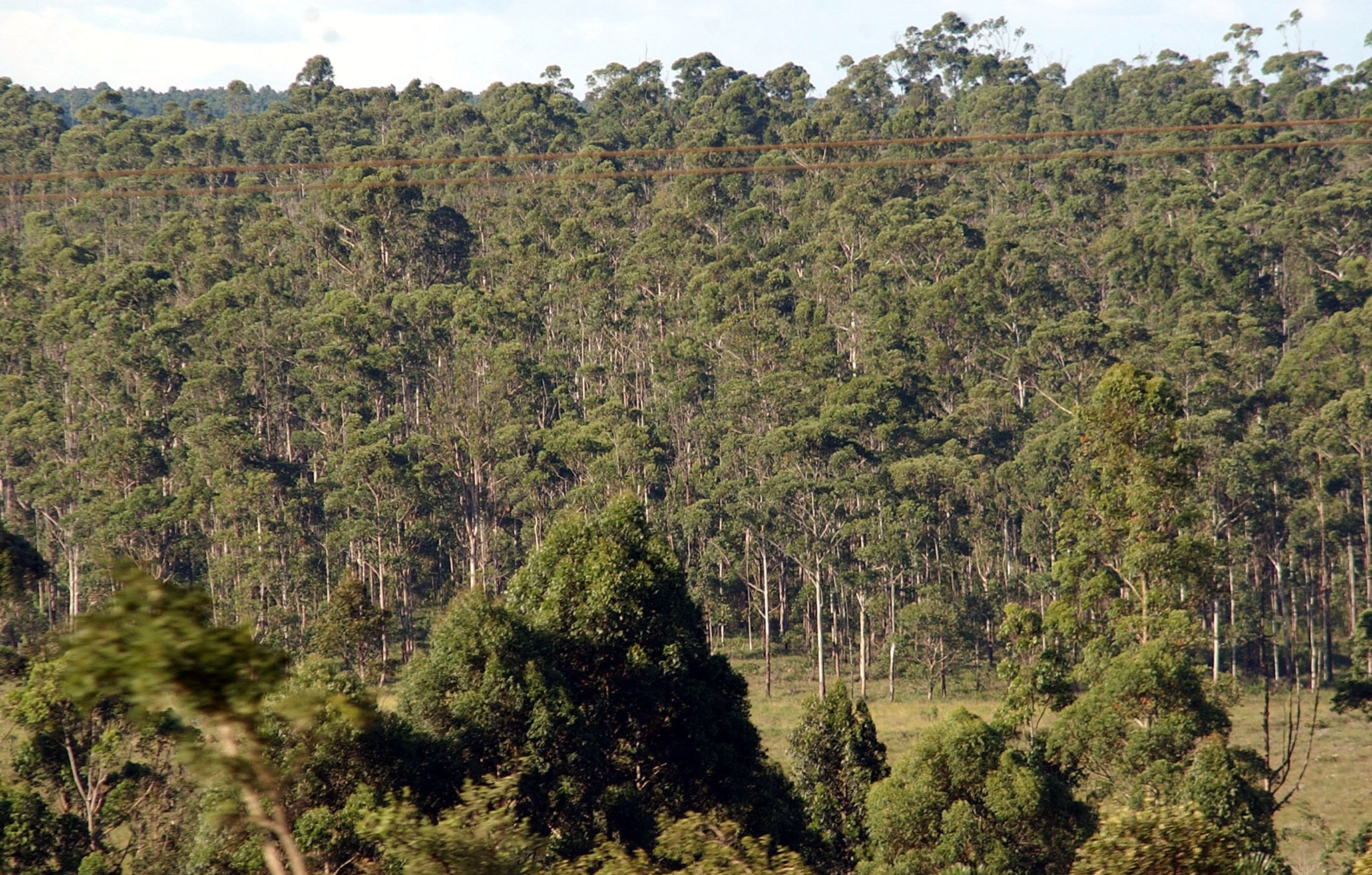
اکالیپتوس در ایالت اسپریتو سانتو. بقایای درخت برای تولید برق از زیست توده مورد استفاده مجدد قرار می‌گیرد.

در سال ۲۰۲۰، برزیل با ۱۵٫۲ گیگاوات ظرفیت نصب‌شده، دومین کشور بزرگ جهان در تولید انرژی از طریق زیست‌توده (تولید انرژی از سوخت‌های زیستی جامد و زباله‌های تجدیدپذیر) بود.
زیست‌توده یک منبع انرژی پاک در برزیل به‌شمار می‌رود. این نوع انرژی با استفاده از زباله‌های آلی، بقایای کشاورزی، چوب یا روغن‌های گیاهی تولید می‌شود و به کاهش آلودگی محیط‌زیست کمک می‌کند. باقیمانده نیشکر (تفاله نیشکر) که ارزش انرژی بالایی دارد، به‌طور گسترده برای تولید برق مورد استفاده قرار گرفته است. بیش از یک میلیون نفر در برزیل در بخش تولید بیومس فعالیت می‌کنند و این نوع انرژی ۲۷٪ از ماتریس انرژی برزیل را تشکیل می‌دهد.